# Евгений Савойский
Евгений Савойский (нем. Prinz Eugen von Savoyen, фр. François-Eugène de Savoie, итал. Eugenio di Savoia-Carignano; 18 октября 1663 — 21 апреля 1736) — принц Кариньяно, полководец Священной Римской империи франко-итальянского происхождения, генералиссимус. Наряду с Морицем Оранским, Валленштейном, Густавом II Адольфом, Тюренном, Великим Конде, Монморанси-Бутвилем, Вобаном и Мальборо входит в число наиболее выдающихся и оказавших наибольшее влияние на военное искусство европейских полководцев Нового времени до периода Семилетней войны.

## Начало карьеры и Великая Турецкая война
Евгений родился в Париже. Он был пятым сыном принца Эжена-Мориса Савойско-Кариньянского, графа де Суассона, и Олимпии Манчини, племянницы кардинала Мазарини. Со стороны отца Евгений принадлежал к древнему роду герцогов Савойских, будучи правнуком савойского герцога Карла Эммануила I.

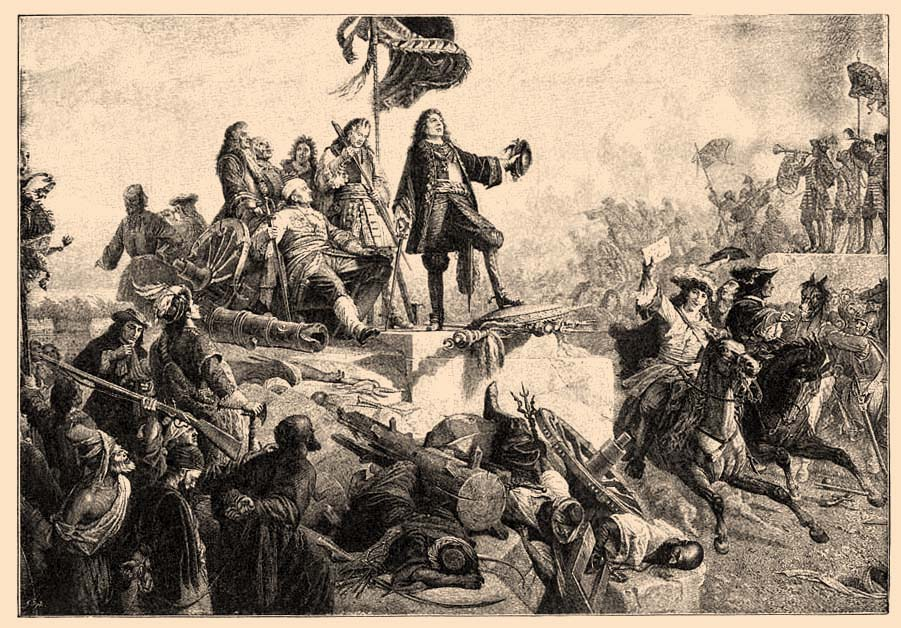
Битва при Зенте

После изгнания матери из Франции в связи с делом о ядах 20-летний Евгений отправился на поля Великой Турецкой войны защищать осаждённую турками Вену, где под его началом сражался полк драгун. После этого Евгений Савойский принимал участие в освобождении Венгрии от турецких войск в 1684—1688 годах.
В 1690 году он был назначен командующим австрийскими войсками в Италии и соединился с герцогом Савойским Виктором-Амадеем. Последний вопреки советам Евгения вступил с французами в бой при Стаффарде, был разбит, и только храбрость и распорядительность Евгения спасли союзные войска от окончательной гибели.
В 1691 году Евгений принудил маршала Катина снять осаду крепости Кони; в том же 1691 году с авангардом армии герцога Савойского вторгся в Дофинэ и овладел несколькими крепостями.
В 1697 году одержал блистательную победу над турками при Зенте, способствовавшую заключению в 1699 году выгодного для Австрии Карловицкого мира.

## Война за испанское наследство
Во время войны за испанское наследство в 1701 году, назначенный главнокомандующим в Италии, он совершил трудный переход через Тридентские Альпы и после побед при Карпи и Кьяри занял Ломбардию до реки Олио. Кампанию 1702 года он начал внезапным нападением на Кремону, причём был взят в плен маршал Вильруа; затем весьма искусно оборонялся против превосходящих сил герцога Вандома.
Назначенный президентом гофкригсрата, Евгений принял ряд мер, спасших Австрию от величайшей опасности, в которую поставили её восстание венгров и успехи французов в Баварии.
В 1704 году вместе с герцогом Мальборо Евгений одержал победу при Гохштедте, которая привела к отпадению Баварии от союза с Людовиком XIV.
В 1705 году Евгений был послан в Италию, где остановил успехи Вандома, а в 1706 году одержал победу под Турином, заставившую французов освободить Италию.
В 1707 году он вторгся в Прованс и осаждал Тулон, но безуспешно; в 1708 году вместе с Мальборо разбил Вандома при Ауденарде и взял Лилль, а в 1709 году нанёс маршалу Виллару поражение при Мальплаке.
В 1712 году Евгений был уже сам разбит маршалом Вилларом в битве при Денене.
В начале 1714 года он начал переговоры с французским маршалом Клодом Луи Эктором де Вилларом о прекращении боевых действий и 7 марта подписал Раштадтский мир.

## Кампания против турок. Поздние годы
В 1716 году он разбил турок при Петервардейне (ныне — Петроварадин) и взял Темешвар, а в следующем году одержал решительную победу под Белградом. Эти победы нанесли сильный удар могуществу турок в Европе и привели к заключению Пожаревацкого мира.
До 1724 года он был штатгальтером в австрийских Нидерландах. Карл VI относился к Евгению не с таким доверием, как Леопольд I и Иосиф I; враждебная ему партия при дворе усилилась, но всё же его влияние чувствовалось при решении всех важных государственных вопросов.
В 1726 году, принц Евгений, являвшийся одним из лидеров русофильской партии при венском дворе, заключил с Россией Венский союзный договор.
В роли главнокомандующего Евгений появился ещё раз в войне за польское наследство (1734—1735), но из-за болезни вскоре был отозван.

## Черты характера
Отличительные черты принца Евгения как полководца — смелость и решительность, основанная на глубоком понимании противников и данной обстановки, неистощимость в изыскании средств для осуществления намеченных планов, хладнокровие в самые критические минуты и умение привязать к себе сердца солдат и поддерживать боевой дух.
Евгений Савойский никогда не был женат и не оставил потомства. Современники приписывали ему гомосексуальные наклонности, однако какие-либо доказательства гомосексуализма принца Евгения отсутствуют.

## Память
Принцу Евгению установлен памятник в Вене (автор — Фернкорн) и в Будапеште (автор — Рона).
Имя принца носил дредноут австрийского флота типа «Вирибус Унитис».

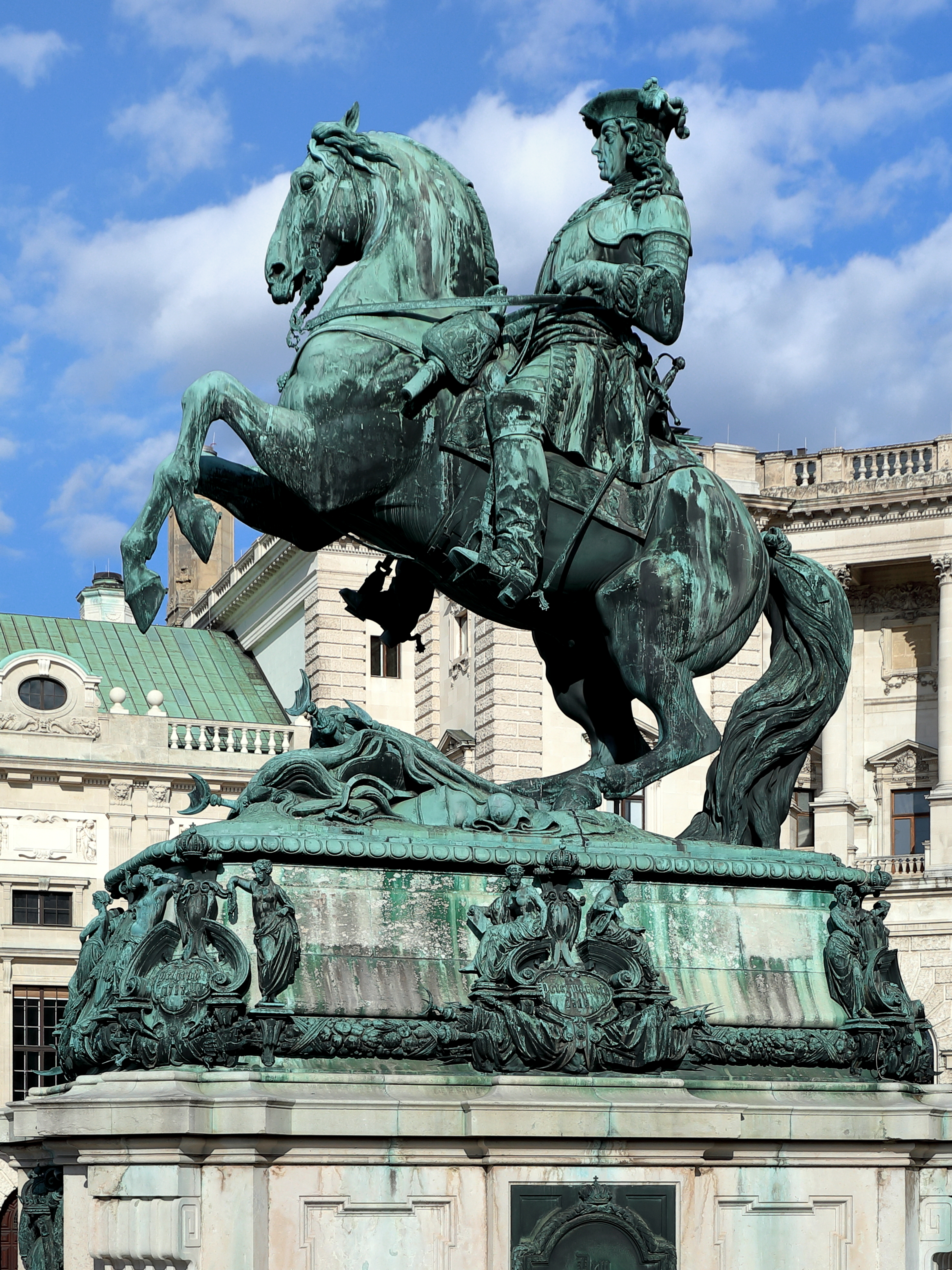
Памятник принцу Евгению на Площади Героев в Вене

В Великобритании времён Первой мировой войны именем принца Евгения был назван монитор «Prince Eugene».
В нацистской Германии именем принца Евгения была названа 7-я добровольческая горная дивизия СС «Принц Ойген» и тяжёлый крейсер Кригсмарине, а также 33-й танковый полк 9-й танковой дивизии Вермахта, чьей эмблемой являлось символическое изображение всадника на коне.
В Италии именем Евгения Савойского был назван один из первых рангоутных броненосцев, «Принчипе ди Кариньяно», 1866 г., и один из лёгких крейсеров типа «Дюка д’Аоста» («Эудженио ди Савойя») времён Второй мировой войны.
Сохранился ряд дворцов в стиле барокко, построенных по заказу Принца Евгения. Наиболее известным из них является расположенный в Вене дворец Бельведер. Наиболее крупным — расположенный в нескольких километрах от Братиславы (но на территории Австрии) летний дворец Шлоссхоф.
В честь его имени назван род тропических деревьев Eugenia, эфирное масло которого — источник пахучего антисептического вещества эвгенола, широко применяемого в медицине и парфюмерии.
Про храброго принца сложили песню, известную на нескольких языках, бывших в ходу в Австрийской империи, в том числе и на латыни — Prinz Eugenius, der edle Ritter (дословно «Принц Евгений, благородный рыцарь», первая строчка литературного перевода с немецкого на русский в изданиях «Швейка» — «Храбрый рыцарь, принц Евгений»). Песня посвящена победе над турками под Белградом 1717 года.

## Образ в кинематографе
- 2014 — Принц Евгений Савойский и Османская империя / Prinz Eugen und das Osmanische Reich (реж. Хайнц Лёгер / Heinz Leger), в роли Евгения Савойского — Штефан Пунтигам / Stefan Puntigam
- 2017 — Мария Терезия / Maria Theresia (реж. Роберт Дорнхелм / Robert Dornhelm), в роли Евгения Савойского — Карл Марковиц / Karl Markovics